# Apetlon
Apetlon (ungarisch Mosonbánfalva, Bánfalu) ist eine Marktgemeinde mit 1749 Einwohnern (Stand 1. Jänner 2025) im Bezirk Neusiedl am See im Burgenland in Österreich. Sie liegt im Osten des Neusiedler Sees in der Region Seewinkel.

## Geografie

### Geografische Lage
Apetlon liegt im Nationalpark Neusiedler See – Seewinkel am Ostufer des Neusiedler Sees direkt an der ungarischen Grenze. Die Ortschaft selbst ist auf 120 Meter Seehöhe gelegen. Im Gemeindegebiet gibt es aber auf 114 m ü. A. auch eine Stelle, die mit „tiefst gemessener Punkt Österreichs“ beschildert ist. Dies ist allerdings nicht mehr korrekt, da im Zuge von flächendeckendem Airborne Laserscanning in Andau ein noch niedriger Punkt auf 113 m ü. A. ermittelt wurde. Charakteristisch für die Landschaft dort sind weite, offene Ebenen und eine Salzflora, die viele kleine Lacken, wie etwa den Darscho, umgibt.

### Gemeindegliederung
Die Gemeinde besteht aus der Katastralgemeinde Apetlon mit der gleichnamigen Ortschaft. In der Ortschaft befinden sich das Feriendorf Vogelparadies, die Reihersiedlung und drei Meierhöfe.

### Nachbargemeinden
|         | Podersdorf am See                           | Frauenkirchen          |
| Illmitz | Kompassrose, die auf Nachbargemeinden zeigt | Sankt Andrä am Zicksee |
| Sopron  | Hegykő                                      | Pamhagen               |

## Geschichte
Urkundlich wurde die Gemeinde erstmals 1318 erwähnt. Der Ort gehörte wie das gesamte Burgenland bis 1920/21 zu Ungarn (Komitat Moson). Sein erster Name ist ungarisch Vitézfelde (Land der Recken), später Apátlan (Vaterlos), in einer Ausgabe der Wiener Zeitung des Jahres 1814 findet die Ortschaft als „Appetlohn“ Erwähnung. Daraus wurde dann wahrscheinlich der heutige deutsche Name.
Nach Ende des Ersten Weltkriegs wurde nach zähen Verhandlungen Westungarn in den Verträgen von Saint-Germain und Trianon 1919 Österreich zugesprochen. Der Ort gehört seit 1921 zum neu gegründeten Bundesland Burgenland (siehe auch Geschichte des Burgenlandes). Marktgemeinde ist Apetlon seit 1991 (durch VO 79).

### Historische Landkarten

Apetlon und seine Umgebung mit dem damals ausgetrockneten Neusiedler See um 1870–1880 (Aufnahmeblätter der Landesaufnahme)
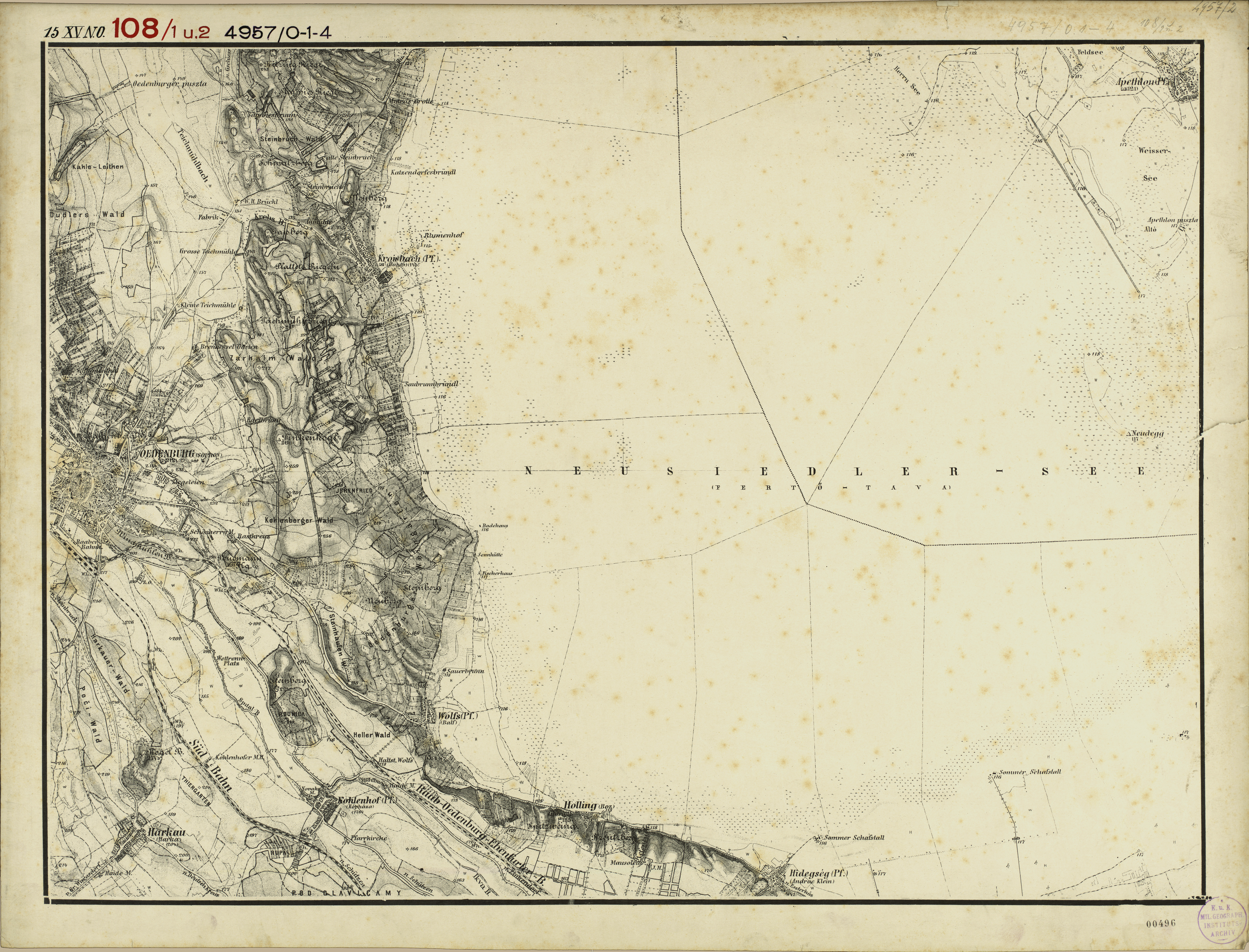
Apethlon (rechts oben) und seine südwestliche Umgebung
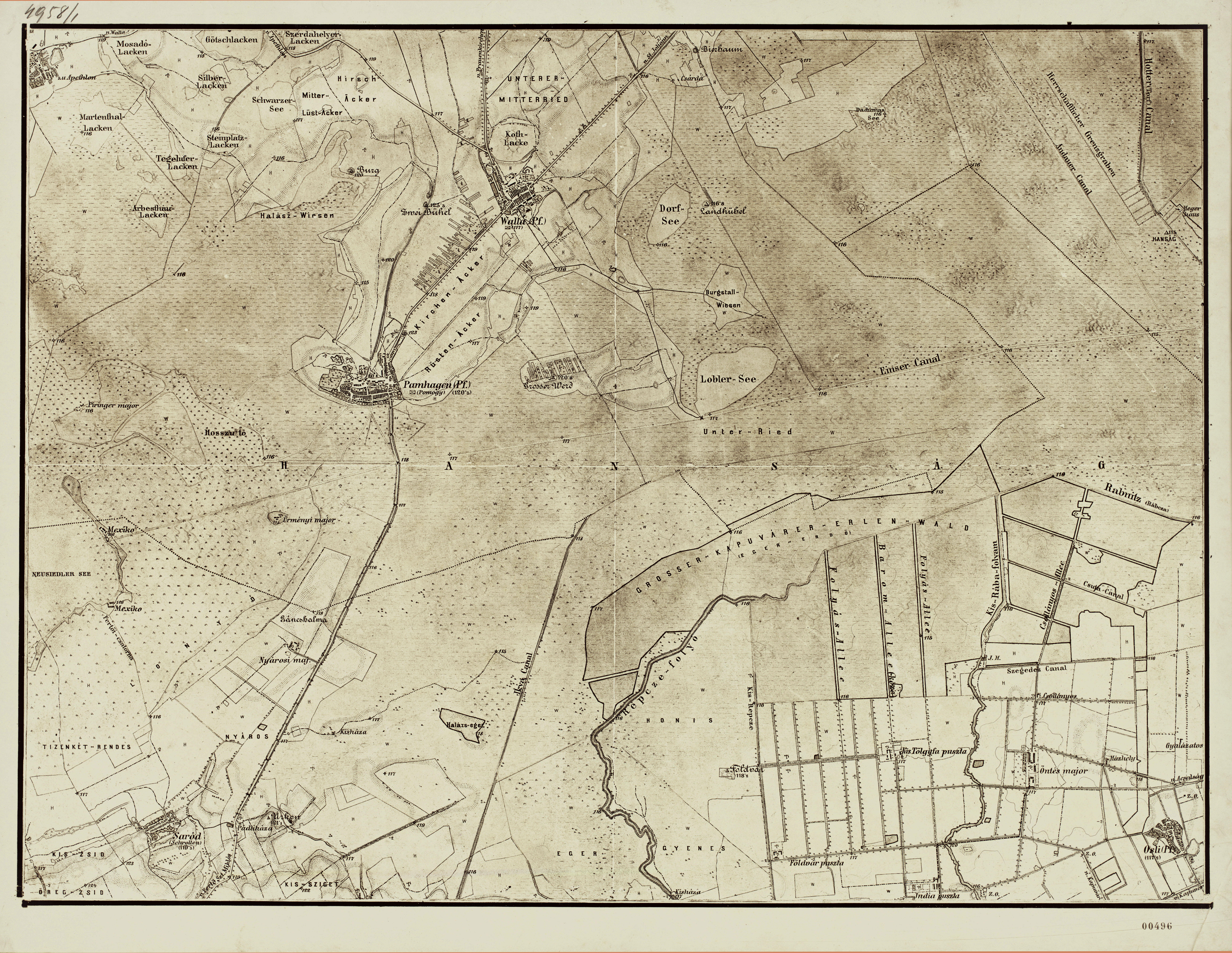
Im Südosten liegt Pamhagen
Im Nordwesten: Illmitz
Nordosten mit dem Seewinkel

### Bevölkerungsentwicklung
| Apetlon: Einwohnerzahlen von 1869 bis 2025          | Apetlon: Einwohnerzahlen von 1869 bis 2025 | Apetlon: Einwohnerzahlen von 1869 bis 2025 | Apetlon: Einwohnerzahlen von 1869 bis 2025 | Apetlon: Einwohnerzahlen von 1869 bis 2025 |
| --------------------------------------------------- | ------------------------------------------ | ------------------------------------------ | ------------------------------------------ | ------------------------------------------ |
| Jahr                                                |                                            |                                            |                                            | Einwohner                                  |
| 1869                                                | 1869                                       |                                            | 1.702                                      | 1.702                                      |
| 1880                                                | 1880                                       |                                            | 1.916                                      | 1.916                                      |
| 1890                                                | 1890                                       |                                            | 1.745                                      | 1.745                                      |
| 1900                                                | 1900                                       |                                            | 1.844                                      | 1.844                                      |
| 1910                                                | 1910                                       |                                            | 1.585                                      | 1.585                                      |
| 1923                                                | 1923                                       |                                            | 1.865                                      | 1.865                                      |
| 1934                                                | 1934                                       |                                            | 1.969                                      | 1.969                                      |
| 1939                                                | 1939                                       |                                            | 2.064                                      | 2.064                                      |
| 1951                                                | 1951                                       |                                            | 1.971                                      | 1.971                                      |
| 1961                                                | 1961                                       |                                            | 1.925                                      | 1.925                                      |
| 1971                                                | 1971                                       |                                            | 1.893                                      | 1.893                                      |
| 1981                                                | 1981                                       |                                            | 1.911                                      | 1.911                                      |
| 1991                                                | 1991                                       |                                            | 1.921                                      | 1.921                                      |
| 2001                                                | 2001                                       |                                            | 1.888                                      | 1.888                                      |
| 2011                                                | 2011                                       |                                            | 1.804                                      | 1.804                                      |
| 2021                                                | 2021                                       |                                            | 1.731                                      | 1.731                                      |
| 2025                                                | 2025                                       |                                            | 1.749                                      | 1.749                                      |
| Quelle(n): Statistik Austria, Gebietsstand 1.1.2021 |                                            |                                            |                                            |                                            |

## Kultur und Sehenswürdigkeiten
- Katholische Pfarrkirche Apetlon
- Seit Dezember 2001 ist der Nationalpark Neusiedler See – Seewinkel UNESCO-Weltkulturerbe.

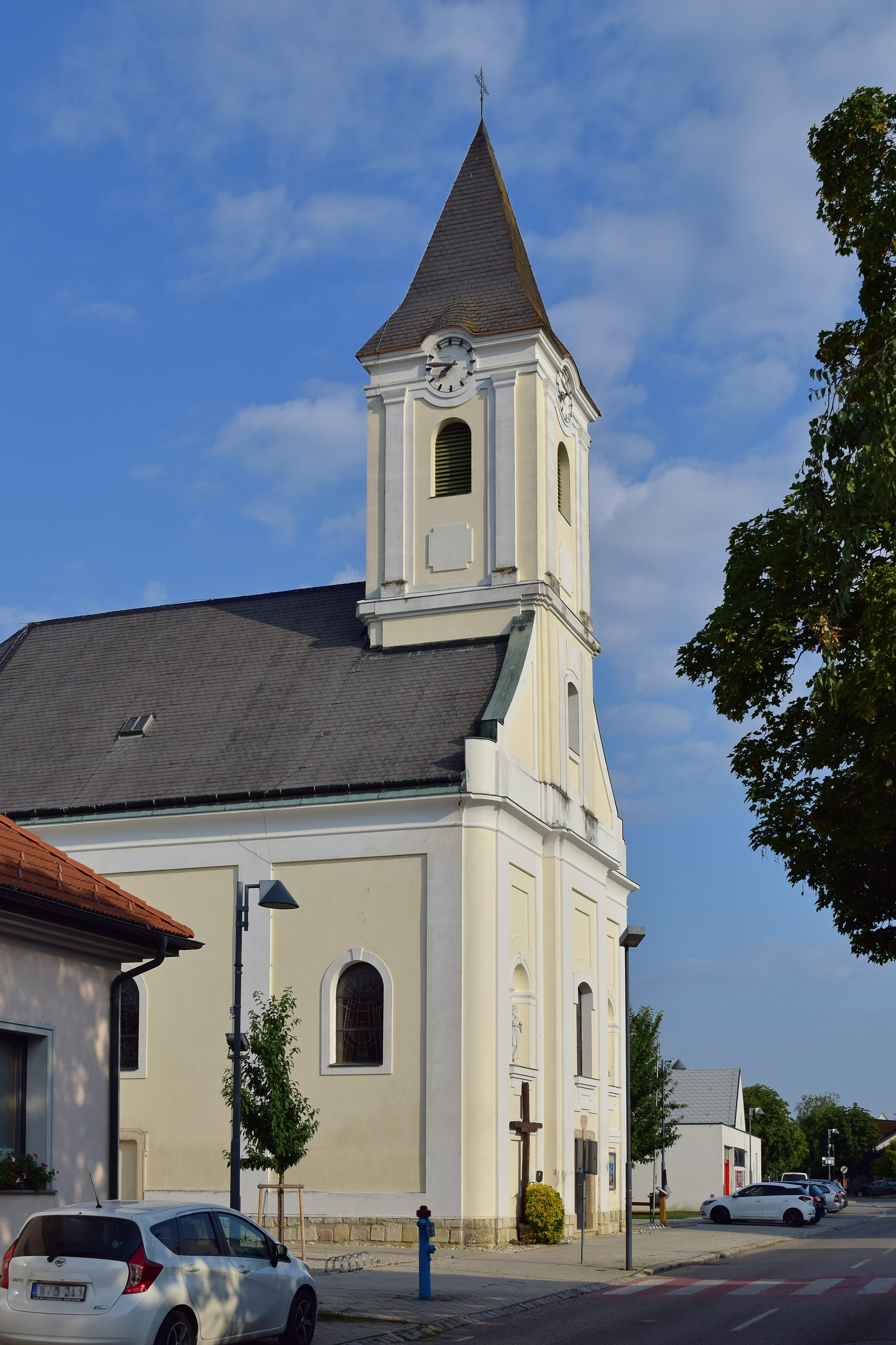
Pfarrkirche Apetlon
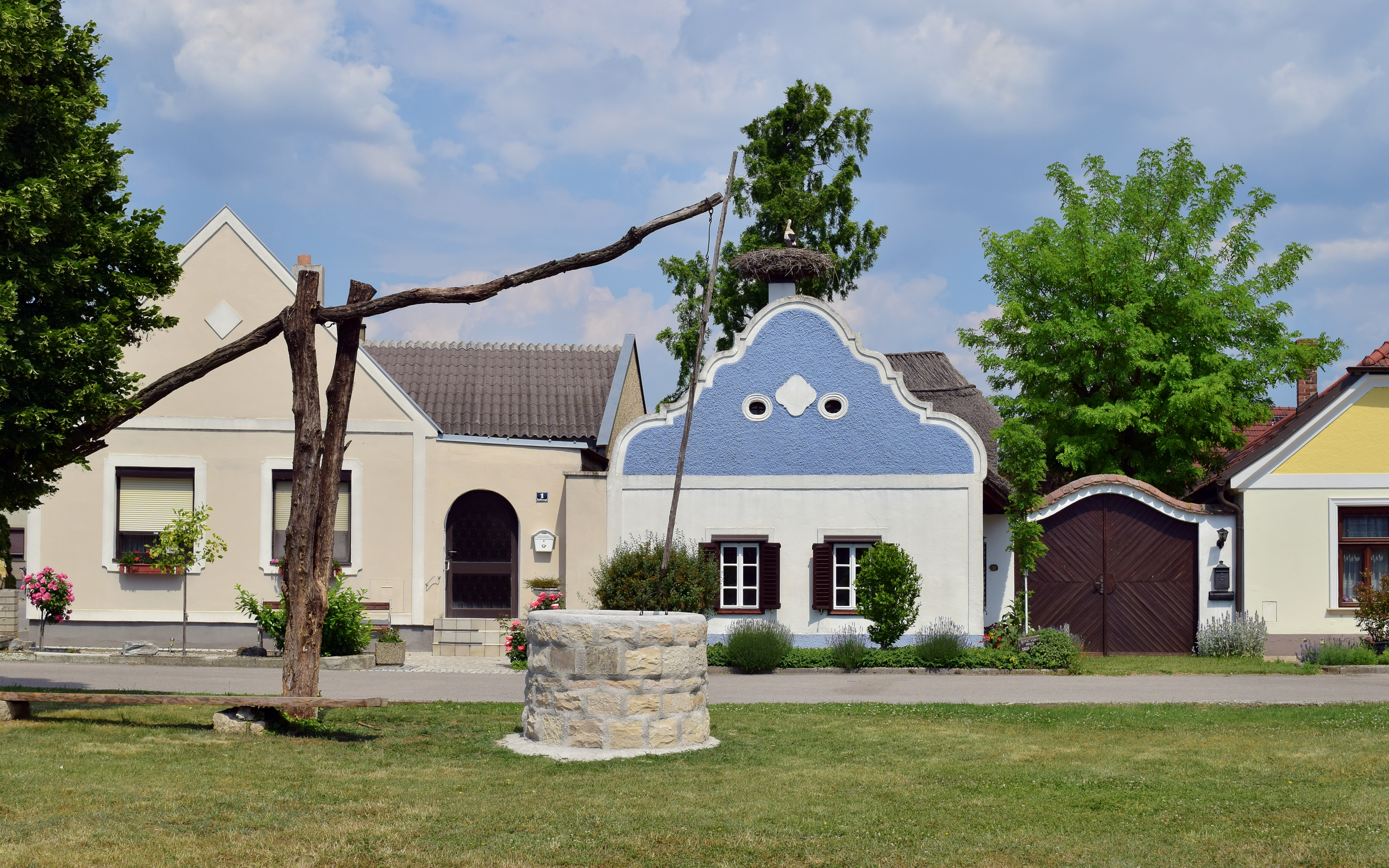
Dorfbild in Apetlon
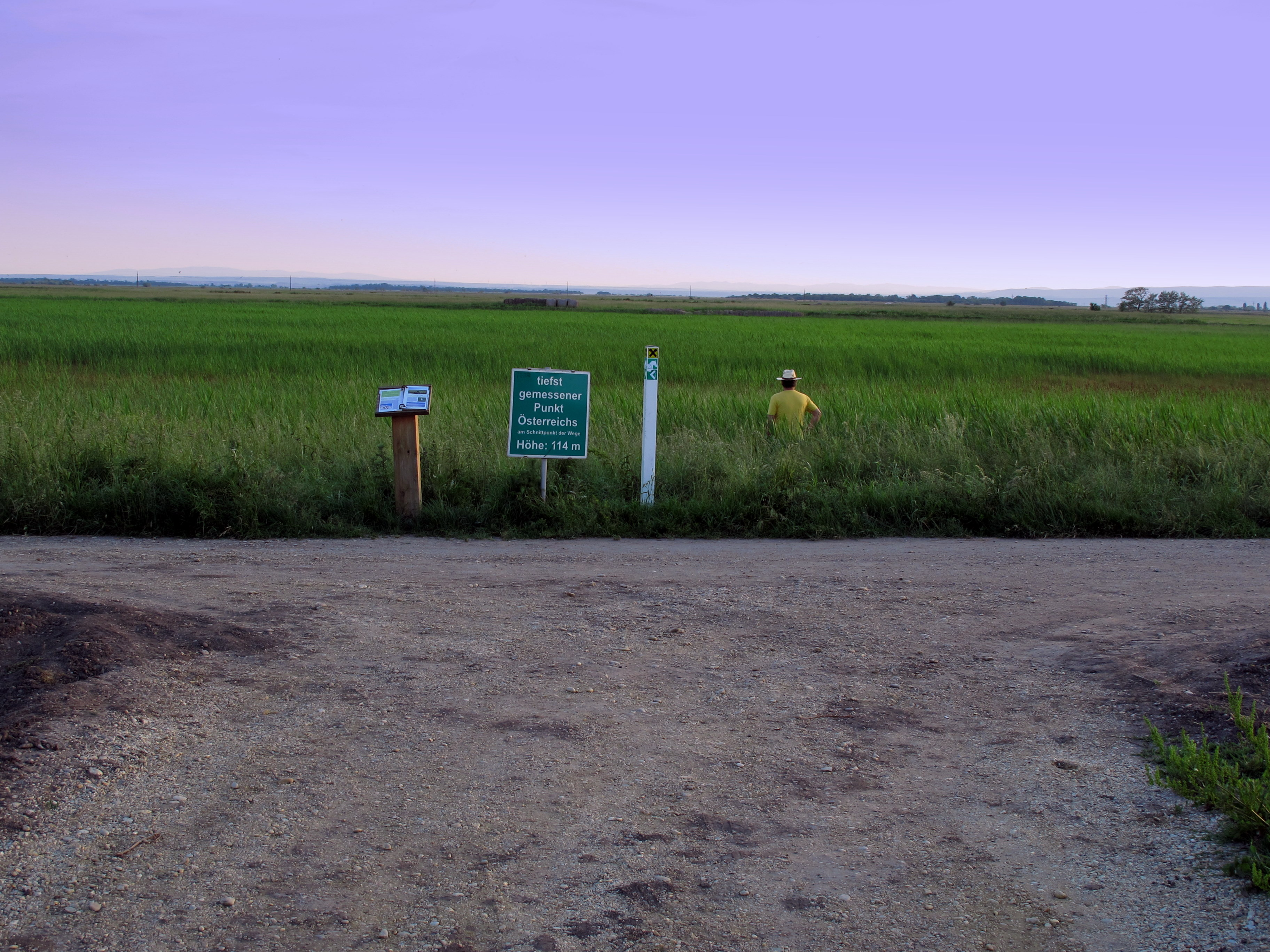
Tiefster Messpunkt Österreichs
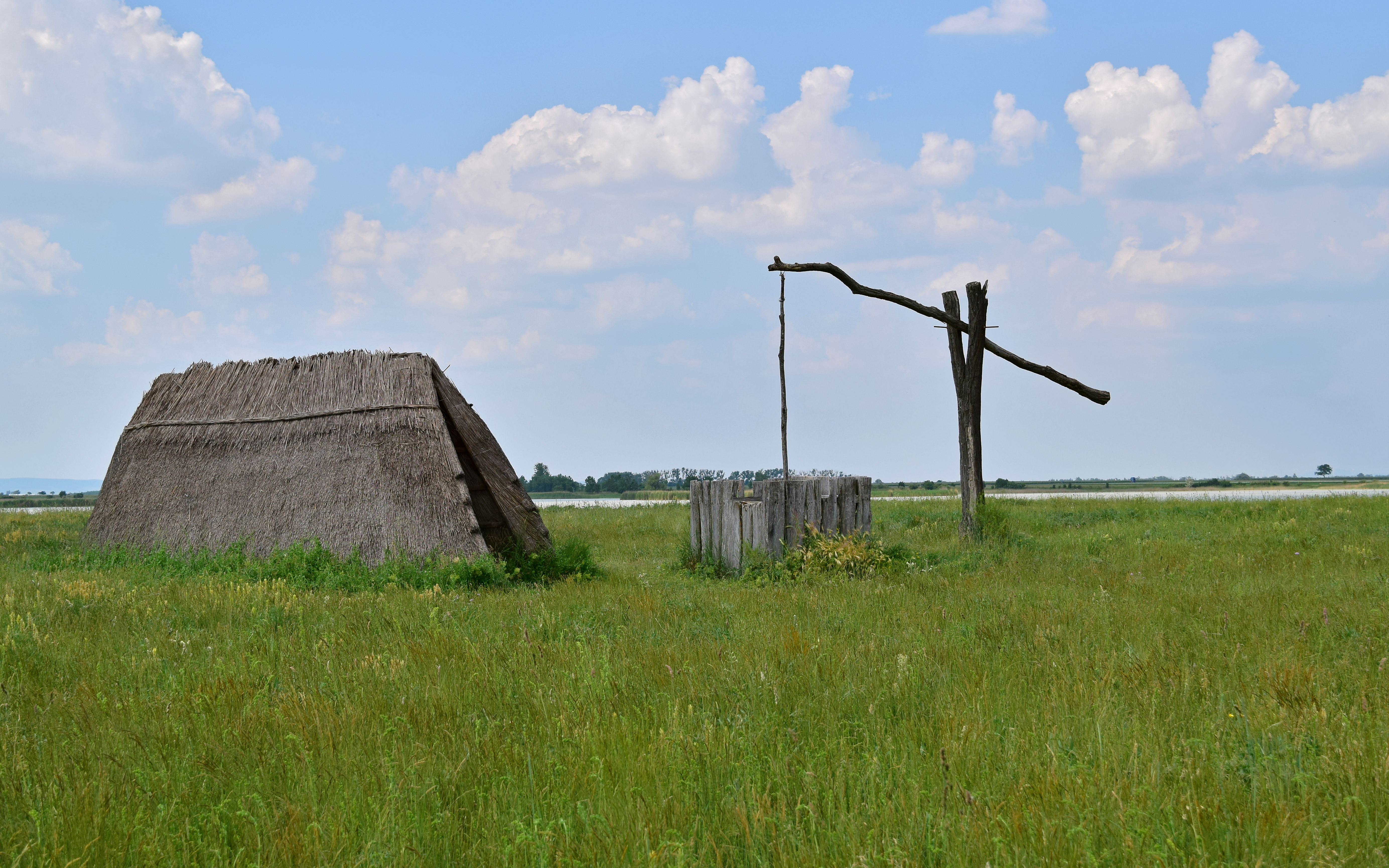
Ziehbrunnen und Schilfhütte am Darscho

### Sprache
Apetlonerisch ist ein eigener Dialekt im Seewinkel.

## Wirtschaft und Infrastruktur
In Apetlon wird hauptsächlich Weinbau betrieben. Der Fremdenverkehr besitzt ebenfalls große Bedeutung. Besonders im Mai kommen alljährlich zahlreiche Ornithologen aus ganz Europa, um die seltene Vogelwelt an der Langen Lacke und den vielen Pusztagebieten zu beobachten und zu fotografieren. Lange vor der Errichtung des Nationalparks war die Lange Lacke schon ein bedeutendes Naturschutzgebiet, in dem bereits vor über einhundert Jahren wissenschaftliche Datensammlung zur Vogelwelt betrieben wurde.

## Politik

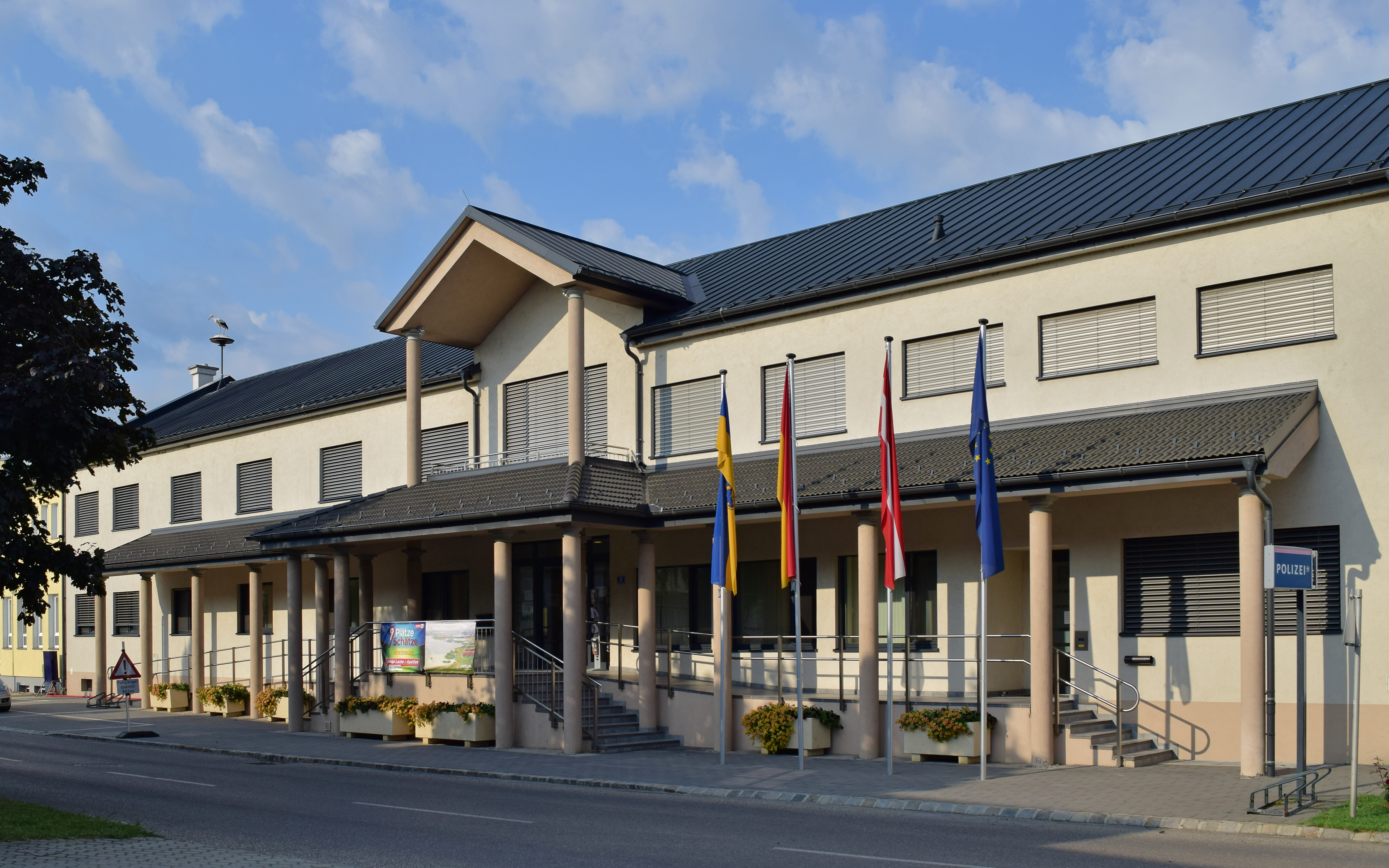
Gemeindeamt

### Gemeinderat
Der Gemeinderat umfasst aufgrund der Einwohnerzahl insgesamt 21 Mitglieder.
| Partei          | 2022    | 2022    | 2022    | 2017    | 2017    | 2017    | 2012    | 2012    | 2012    | 2007    | 2007    | 2007    | 2002    | 2002    | 2002    | 1997    | 1997    | 1997    |
| Partei          | Sti.    | %       | M.      | Sti.    | %       | M.      | Sti.    | %       | M.      | Sti.    | %       | M.      | Sti.    | %       | M.      | Sti.    | %       | M.      |
| --------------- | ------- | ------- | ------- | ------- | ------- | ------- | ------- | ------- | ------- | ------- | ------- | ------- | ------- | ------- | ------- | ------- | ------- | ------- |
| ÖVP             | 750     | 49,05   | 11      | 781     | 52,63   | 11      | 889     | 54,24   | 12      | 839     | 50,36   | 11      | 755     | 48,24   | 11      | 693     | 49,46   | 10      |
| SPÖ             | 680     | 44,47   | 9       | 544     | 36,66   | 8       | 637     | 38,87   | 8       | 745     | 44,72   | 9       | 681     | 43,51   | 9       | 582     | 41,54   | 9       |
| FPÖ             | 99      | 6,47    | 1       | 159     | 10,71   | 2       | 113     | 6,89    | 1       | 82      | 4,92    | 1       | 129     | 8,24    | 1       | 126     | 8,99    | 2       |
| Wahlberechtigte | 1918    | 1918    | 1918    | 1947    | 1947    | 1947    | 1986    | 1986    | 1986    | 1953    | 1953    | 1953    | 1800    | 1800    | 1800    | 1680    | 1680    | 1680    |
| Wahlbeteiligung | 85,77 % | 85,77 % | 85,77 % | 84,85 % | 84,85 % | 84,85 % | 89,83 % | 89,83 % | 89,83 % | 89,81 % | 89,81 % | 89,81 % | 93,11 % | 93,11 % | 93,11 % | 92,26 % | 92,26 % | 92,26 % |

### Gemeindevorstand
[veraltet]Dem Gemeindevorstand gehören neben Bürgermeisterin Silvia Pitzl (SPÖ) und Vizebürgermeister Eric Lang (ÖVP) weiters Sandra Kögl (SPÖ), Andrea Preiner (ÖVP), Gottfried Pingitzer (SPÖ) Walter Mollner (ÖVP) und Michael Tschida (ÖVP) an.

### Bürgermeister
Im Jahr 2022 folgte Silvia Pitzl (SPÖ), Ronald Payer (ÖVP) nach.
Beim ersten Wahlgang erreichte kein Kandidat die erforderlichen 50 Prozent im ersten Wahlgang. Bei der Stichwahl setzte sich Silvia Pitzl mit einem Vorsprung von 26 Stimmen gegen Ronald Payer durch und wurde Bürgermeisterin von Apetlon.

### Liste der Bürgermeister
- 1908–1919 Lorenz Lang
- 1919–1923 Johann Kögl
- 1923–1931 Lorenz Göltl (Landbund)
- 1931–1934 Richard Weiss
- 1934–1937 und 1945–1947 Johann Gangl
- 1937–1938 und 1955 Josef Winkler
- 1938–1945 Stefan Thell
- 1947–1950 Christian Preiner
- 1950–1954 Andreas Loos
- 1955–1962 Michael Munzenrieder
- 1962–1967 Robert Reinprecht
- 1967–1972 Andreas Opitz
- 1972–1977 Johann Gangl
- 1977–1982 Josef Koppi
- 1982–2007 Johann Loos (ÖVP)
- 2007–2022 Ronald Payer (ÖVP)
- seit 2022 Silvia Pitzl (SPÖ)

## Persönlichkeiten

### Söhne und Töchter der Gemeinde
- Johann Kögl (1873–1947), Landwirt und Politiker
- Michael Gangl (1885–1977), Geistlicher und Politiker
- Lorenz Göltl (1889–1934), Landwirt und Politiker, von 1924 bis 1932 Bürgermeister von Apetlon
- Gregor Munzenrieder (* 1947), ÖBB-Bediensteter und Politiker
- Johann Loos (1949–2018), Offizier des Bundesheers und Politiker, von 1982 bis 2007 Bürgermeister von Apetlon
- Josef Münzenrieder (* 1950), Steuerberater und Politiker

### Personen mit Bezug zur Gemeinde
- Wilhelm Hufnagl (1904–1994), Rundfunksprecher ORF und Schauspieler
- Brigitte Swoboda (1943–2019), Schauspielerin